# Ignasi Iglésias Pujadas

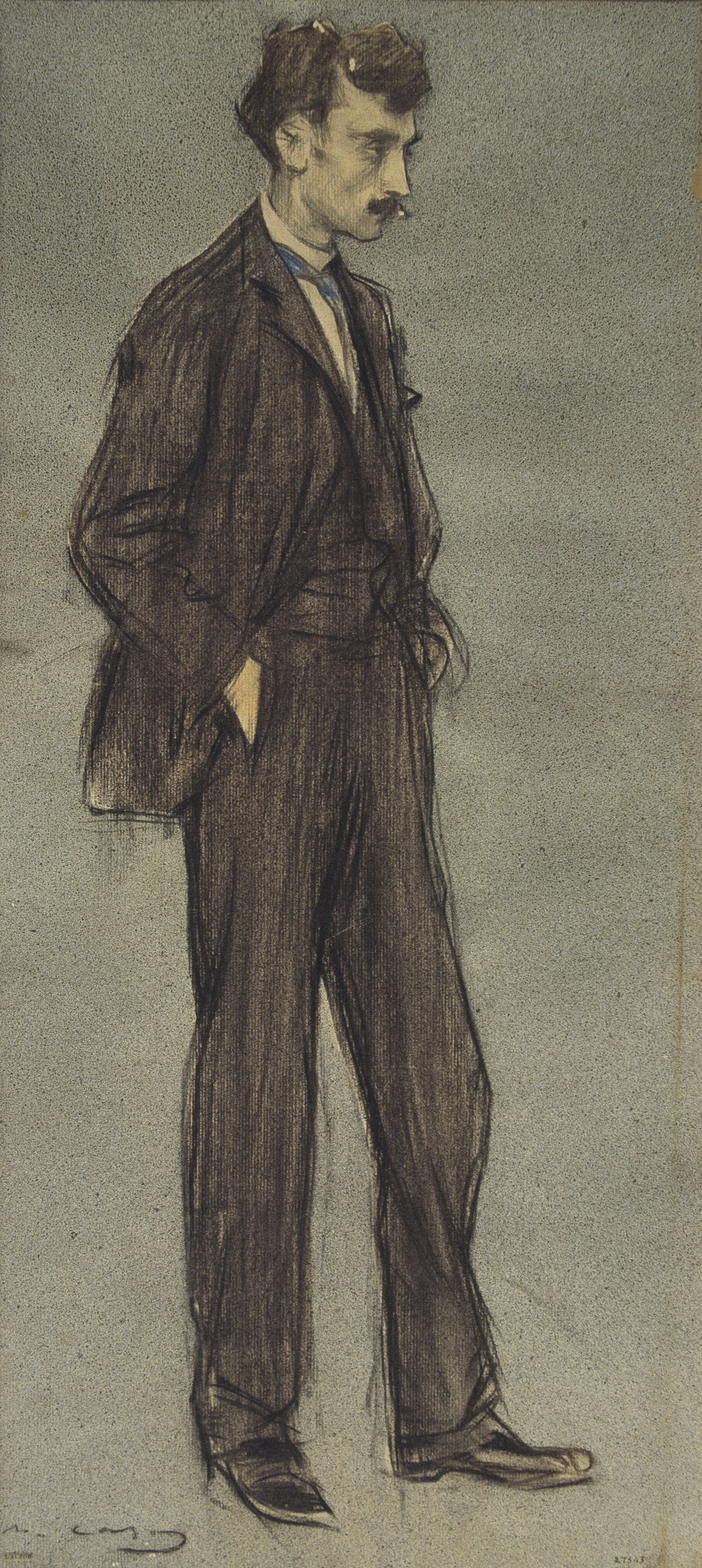
Ignasi Iglésias, Ramon Casas (MNAC).

Ignasi Iglésias Pujadas, född den 19 augusti 1871 i Barcelona, död där den 9 oktober 1928, var en spansk (katalansk) dramatiker.
Iglésias förstlingsverk L'Escorsó ("Skorpionen" 1889) erinrar om Ibsens individualism. I ett 30-tal följande dramer behandlade han i synnerhet sociala problem i starkt naturalistisk och pessimistisk framställning. Bland hans verk märks Els vells ("De gamle", 1903) och Les garces ("Skatorna" 1905). I svensk översättning finns Lladres ("Rövare", översatt av Karl August Hagberg 1917).